# معتمدية الطويرف
معتمدة الطويرف هي معتمدية في تونس تم إنشائها في مدينة الطويرف في ولاية الكاف من الجمهورية التونسية بعد صدور أمر حكومي عدد 1103 لسنة 2016 مؤرخ في 23 أوت 2016 يتعلق بإحداثها يبلغ عدد سكانها حوالي 7500 نسمة في سنة 2014، وتبلغ مساحتها الإجمالية حوالي 30 ألف هكتار، وتتكون من خمس عمادات وهي عمادة الطويرف وعمادة ولجة السدرة وعمادة ملالة وعمادة لاذياب وعمادة سكرونة. وهي تمتاز بثروات مائية وغابية وطبيعية كثيرة.